# Квігіллінгок (Аляска)
Квігіллінгок (англ. Kwigillingok) — переписна місцевість (CDP) в США, в окрузі Бетел штату Аляска. Населення — 380 осіб (2020).

## Географія
Квігіллінгок розташований за координатами 59°52′35″ пн. ш. 163°9′30″ зх. д. / 59.87639° пн. ш. 163.15833° зх. д. (59.876315, -163.158336).  За даними Бюро перепису населення США в 2010 році переписна місцевість мала площу 61,71 км², з яких 61,49 км² — суходіл та 0,23 км² — водойми.

## Демографія
Згідно з переписом 2010 року, у переписній місцевості мешкала 321 особа в 82 домогосподарствах у складі 69 родин. Густота населення становила 5 осіб/км².  Було 106 помешкань (2/км²).
Расовий склад населення:
| - 95,0 % — корінних американців - 3,4 % — білих |

До двох чи більше рас належало 1,6 %. Частка іспаномовних становила 0,0 % від усіх жителів.
За віковим діапазоном населення розподілялося таким чином: 35,8 % — особи молодші 18 років, 55,2 % — особи у віці 18—64 років, 9,0 % — особи у віці 65 років та старші. Медіана віку мешканця становила 26,9 року. На 100 осіб жіночої статі у переписній місцевості припадало 111,2 чоловіків;  на 100 жінок у віці від 18 років та старших — 116,8 чоловіків також старших 18 років.
Середній дохід на одне домашнє господарство  становив 57 402 долари США (медіана — 42 188), а середній дохід на одну сім'ю — 57 411 долар (медіана — 48 125). За межею бідності перебувало 21,5 % осіб, у тому числі 32,4 % дітей у віці до 18 років та 0,0 % осіб у віці 65 років та старших.
Цивільне працевлаштоване населення становило 92 особи. Основні галузі зайнятості: освіта, охорона здоров'я та соціальна допомога — 30,4 %, транспорт — 14,1 %, публічна адміністрація — 14,1 %.